# Мало-Тройство
45°58′ пн. ш. 16°56′ сх. д. / 45.96° пн. ш. 16.94° сх. д.
Мало-Тройство (хорв. Malo Trojstvo) — населений пункт у Хорватії, у Б'єловарсько-Білогорській жупанії у складі громади Велико Тройство.

## Населення
Населення за даними перепису 2011 року становило 158 осіб.
Динаміка чисельності населення поселення: